# Daniel Gotthilf Moldenhawer
Daniel Gotthilf Moldenhawer (ur. 11 grudnia 1753 w Królewcu, zm. 21 listopada 1823) – niemiecko-duński filolog, teolog, bibliotekarz, bibliofil, paleograf, dyplomata oraz tłumacz Biblii.

## Wczesne lata życia i edukacja

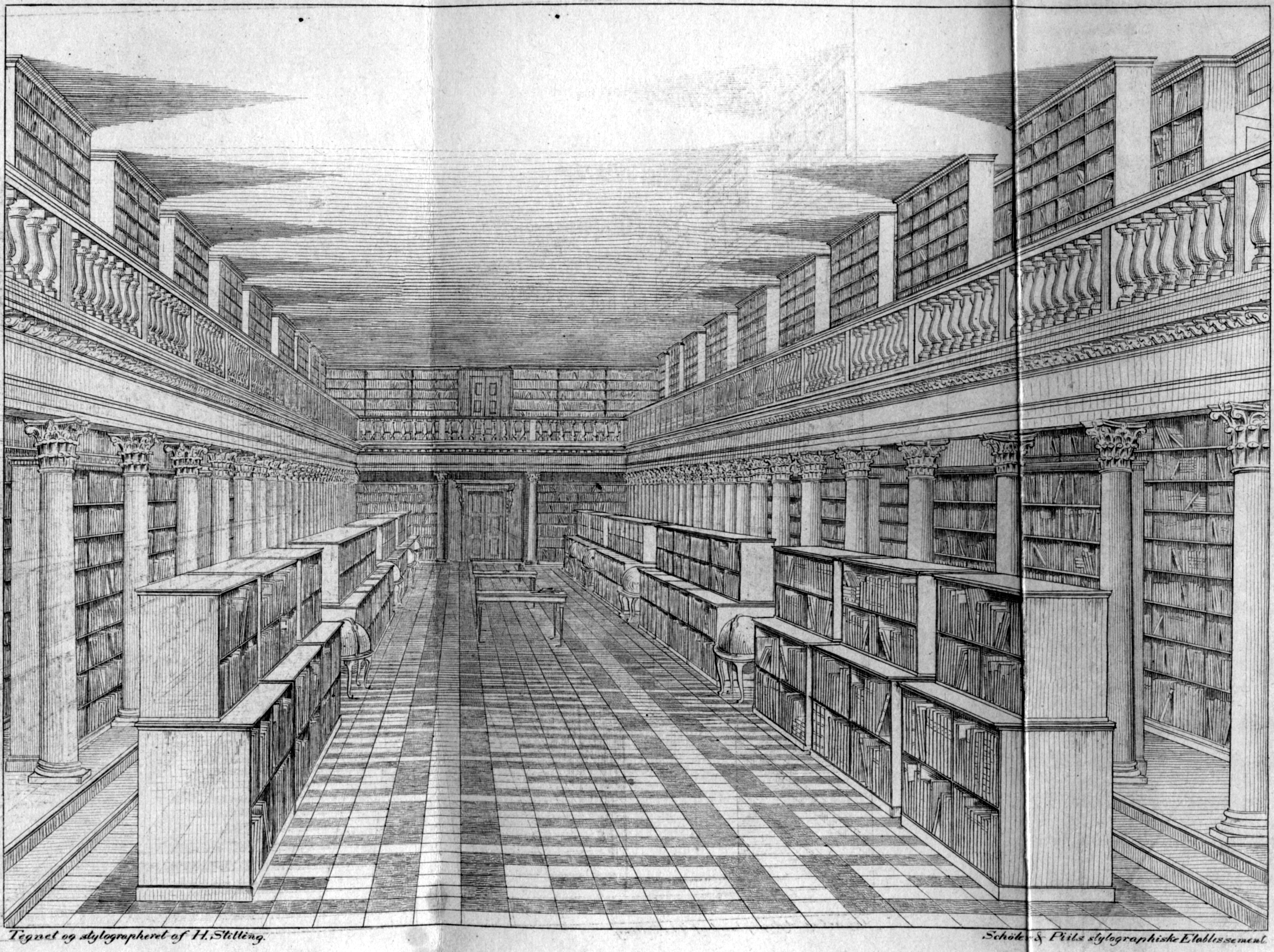
Wielka sala Biblioteki Królewskiej w Kopenhadze w połowie XIX wieku

Moldenhawer urodził się jako syn Johanna Heinricha Daniela Moldenhawera, profesora teologii na Uniwersytecie w Królewcu oraz Lydii Charlotte z domu Trummer. Kształcił się w królewskim Collegium Fridericianum w Królewcu, gdzie jednym z jego wykładowców był Johann Gottfried Herder, następnie na Gelehrtenschule des Johanneums w Hamburgu oraz Uniwersytecie w Getyndze (wraz z Christianem Gottlobem Heynem, Johannem Davidem Michaelisem i Christianem Wilhelmem Franzem Walchem).

## Kariera akademicka
W roku 1777 został profesorem teologii oraz języków orientalnych na Uniwersytecie w Kilonii. W latach 1783–1784 Moldenhawer wraz z Tychsenem odbył podróż do Hiszpanii, w celu zbadania oraz skolacjonowania rękopisów biblijnych. W 1784 roku został profesorem historii Kościoła i dogmatyki w Kopenhadze. W 1786 roku Moldenhawer ponownie został wysłany do Hiszpanii, tym razem w misji dyplomatycznej.
W 1784 roku Moldenhawer udał się do Alcali, aby obejrzeć zbiory tamtej biblioteki i ustalić jakie rękopisy wykorzystano przy przygotowaniu Poligloty kompluteńskiej. Nie znalazł tu żadnych greckich rękopisów Nowego Testamentu, a jeden z bibliotekarzy przyznał, że w roku 1749 zostały sprzedane producentowi petard. Jednak Bowring w 1821 roku podważył wiarygodność relacji Moldenhawera, stwierdzając, że wszystkie greckie rękopisy uwzględnione w katalogu z 1745 nadal istnieją.

## Duńska Biblioteka Królewska
W roku 1788 Moldenhawer został głównym bibliotekarzem Biblioteki Królewskiej. Głównym jego zadaniem było powiększenie zbiorów bibliotecznych. Na aukcji książek zakupił za sumę 10 000 talarów łącznie ponad 50 000 tomów pochodzących z prywatnej kolekcji Otto Thotta (1703–1785). 6159 ksiąg z owej kolekcji wydanych zostało przed rokiem 1530. Drugiego wielkiego zakupu dokonał w roku 1796, kiedy nabył kolekcję Petera Frederika Suhma. Moldenhawer, nabywając tę kolekcję, zobowiązał się do wpłacania odpowiedniej sumy każdego roku na rzecz Suhma oraz jego żony, Suhm jednak zmarł w 1798 r. a jego żona rok później. W roku 1797 Moldenhawer nabył kolekcję Müllerske Pinakothek, zobowiązując się do corocznego wpłacania jego córce odpowiedniej sumy. W 1803 roku Uldallske ofiarował swój zbiór rękopisów bibliotece.
W czasach, gdy Moldenhawer zarządzał biblioteką, jej księgozbiór powiększył się do 250 000 woluminów. Po śmierci Moldenhawera biblioteka przejęła również część jego prywatnego księgozbioru (12 000 tomów). Moldenhawer za swoją pracę otrzymał wiele wyróżnień i zaszczytów, m.in. w 1809 roku został odznaczony Orderem Dannebroga.
Moldenhawer nie tylko wykazywał się talentami administracyjnymi, lecz zajmował się również pracą pisarską. Ze swoich podróży przywoził liczne odpisy fragmentów poszczególnych rękopisów, jak i całe skolacjonowane rękopisy; dotyczyły one historii politycznej, historii Kościoła i historii literatury, teologii i filozofii. Stale był zajęty pracą i obowiązkami, najbardziej cenił sobie jednak pracę bibliotekarza, która była jego ulubionym zajęciem.

## Kradzież książek
Po latach Moldenhawer okazał się notorycznym złodziejem książek i rękopisów. Podczas 35 lat jego pracy w Bibliotece Królewskiej, jej księgozbiór stale się powiększał na skutek korzystnych zakupów i darowizn. Moldenhawer osobiście podarował swojej bibliotece wiele cennych rękopisów, listów i cennych ksiąg. Wiele z nich zostało nielegalnie nabytych w Niemczech, Francji, Anglii, Włoszech, Hiszpanii, a także w Holandii. Dużo z nich pochodziło z bibliotek starych klasztorów, wiele ksiąg zostało przez Moldenhawera ukradzionych. Według Ady Adler Moldenhawer okradł kilka bibliotek w Paryżu, przede wszystkim bibliotekę klasztoru Saint-Germain-des-Prés, z której wykradł cenne rękopisy. Fakt ten długo był utrzymywany w tajemnicy przez władze biblioteki, ujawniono go dopiero 90 lat po jego śmierci, kiedy to w 1917 w jednej z duńskich gazet ukazał się artykuł „En Bogtyv som Overbibliotekar” („Główny bibliotekarz złodziejem książek”).
Przykładem kradzieży dokonanej przez Moldenhawera jest Lekcjonarz 42 (Gregory-Aland), który po dziś dzień przechowywany jest w Escorialu (X. III. 13) w San Lorenzo de El Escorial, którego jedna karta została jednak odnaleziona w Kopenhadze. Zawiera ona tekst Łk 8,20-1.26-34 i jest przechowywana w Królewskiej Bibliotece w Kopenhadze.

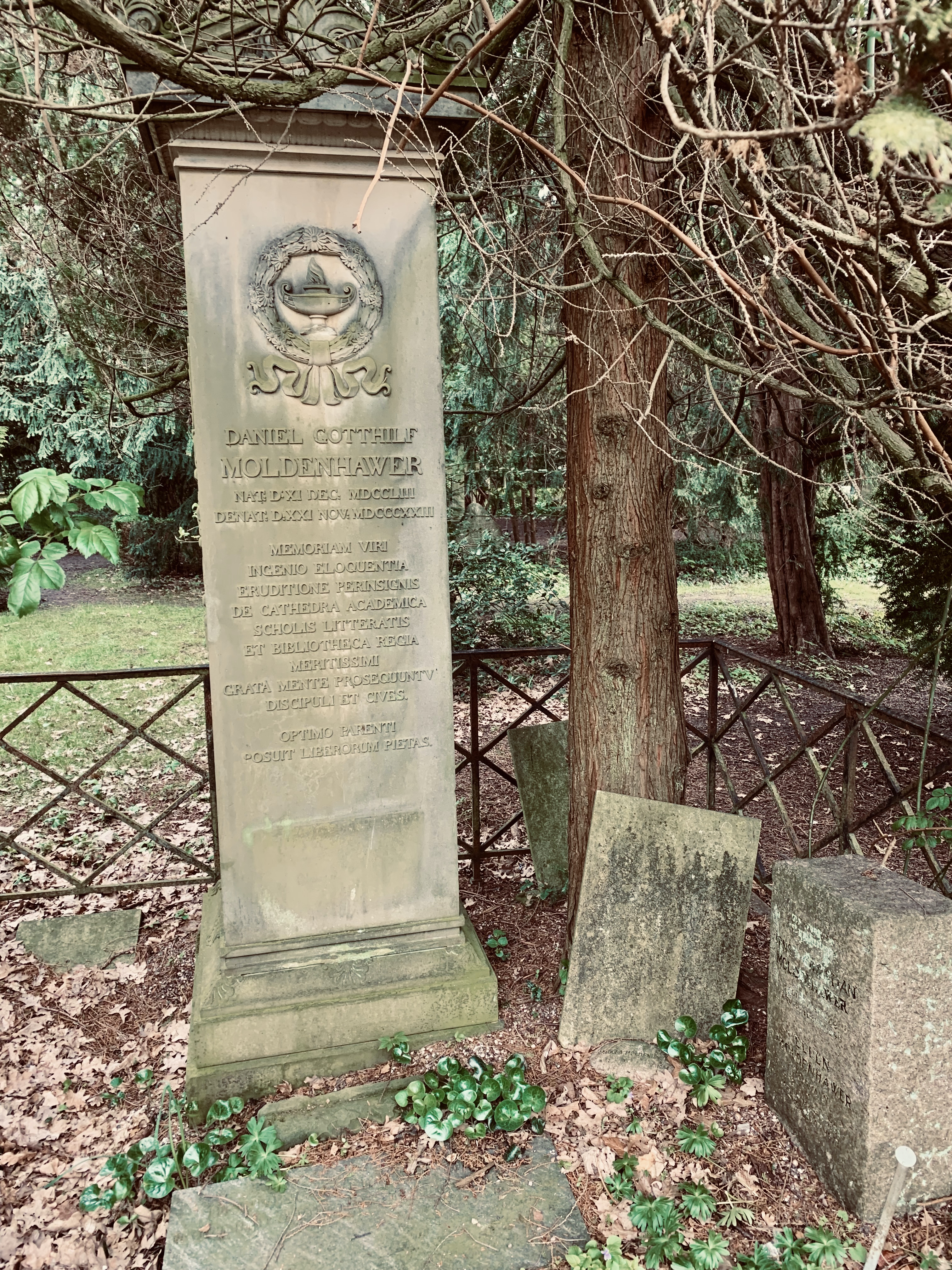
Grobowiec na Cmentarzu Mariebjerg

## Dzieła
- Versuche über das erste Buch Mosis, 1780
- Das Buch Hiob übersetzt und erklärt, 2 Vol., Leipzig, 1780/81
- Die Bibel in ihrer wahren Gestalt, für ihre Freunde und Feinde, 3 Vol., Halle, 1786/87 (anonym; Hartmut Hövelmann schreibt es in Kernstellen der Lutherbibel Moldenhawer zu)
- Prozeß gegen den Orden der Tempelherren. Aus den Originalacten der päpstlichen Commission in Frankreich, Hamburg, 1792.
- Über den Ursprung und Fortgang der spanischen Inquisition, 1794
- Oratio, qua Andreae Petro Comiti de Bernstorff in Auditorio regiae Universitatis Havniensis superiori die 25 Martii 1798 parentavit D. G. M., 1798
- Über den Ursprung der Bücherzensur und die Censurverordnungen, 1802
- Über den Einfluß, welche die den Juden in Spanien eingeräumten Rechte im Mittelalter auf die Staatsverfassung und das öffentliche Wohl hatten, 1806
- Hannibal Schestecks erste Ambassade in Frankreich, 1806–1808
- Catalogue supplementaire des manuscrits grecs de la Bibliothèque Royale de Copenhague. Par A. Adler. Avec un extrait du catalogue des manuscrits grecs de l’Escorial redige par D.G. Moldenhawer, 1916.